# 박종호 (영화 감독)
박종호(1927년 ~ 2012년 5월 29일)는 대한민국의 영화 감독이다. 함경남도 원산(현 강원도 원산시) 출생.

## 생애
만주 간도 용정 영신중학교를 졸업했다. 해방 이후 월남해 신문학원을 다녔다. 영화 총 40작품의 감독을 맡았다. 1980년대 초에 도미하여 미국에 거주하였다.

## 작품

### 감독
- 1959년 비오는 날의 오후 세 시(감독 데뷔작)
- 1960년 지상의 비극
- 1962년 겨울나그네
- 1963년 서울에서 제일 쓸쓸한 사나이
- 1963년 그 땅의 연인들
- 1964년 학사주점 - 신성일
- 1964년 이거 됩니까 이거 안됩니다
- 1967년 내일은 웃자
- 1968년 폭풍의 사나이
- 1968년 출세 가도
- 1969년 사랑하고 있어요
- 1969년 벽속의 여자
- 1970년 어느 소녀의 고백
- 1970년 벽속의 여자(속)
- 1970년 돌아가는 삼각지
- 1971년 늑대와 고양이들
- 1971년 안개부인
- 1972년 벽속의 남자
- 1972년유령 소동
- 1974년 그대의 찬 손
- 1979년 나팔수
- 1981년 오늘밤은 참으세요